# ایرتون لوکاس
ایرتون لوکاس (انگلیسی: Ayrton Lucas؛ زادهٔ ۱۹ ژوئن ۱۹۹۷) بازیکن فوتبال اهل برزیل است.
از باشگاه‌هایی که در آن بازی کرده‌است می‌توان به باشگاه فوتبال فلومیننزه و باشگاه فوتبال اسپارتاک مسکو اشاره کرد.
وی همچنین در تیم‌های ملی فوتبال زیر ۲۰ سال، زیر ۲۳ سال و بزرگسالان برزیل بازی کرده‌است.